# 영광 불갑사 동종
영광 불갑사 동종(靈光 佛甲寺 銅鐘)은 대한민국 전라남도 영광군 불갑면 불갑사에 있는 조선시대의 동종이다. 2011년 12월 20일 전라남도의 유형문화재 제311호로 지정되었다.

## 개요
영광 불갑사 동종은 주종기에 따르면 ‘獅子山 鳳林寺 大鍾’으로 1702년(康熙四十一年壬午, 조선 숙종 28년)에 “金尙立子三 金水元 金成元 片手金成奉”에 의해 조성되었음 기록하였다. 불갑사의 동종은 주종기가 남아있어 제작연대와 제작 장인, 봉안처, 시주자가 확인되는 18세기 초의 종이다. 조선후기 동종의 특성을 보여주고 있을 뿐만 아니라 주종장들의 내력도 확인할 수 있는 작품으로 주종연구에 중요한 작품이다.

## 참고 자료
- 영광 불갑사 동종 - 국가유산청 국가유산포털